# 古爾法克西

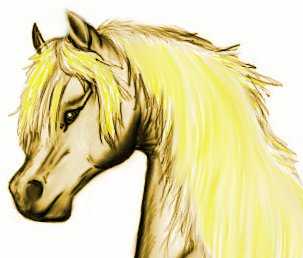
古爾法克西

古爾法克西（Gullfaxi），北歐神話中的一匹神馬，其名字有「金鬃」或「黃金之馬」（Golden mane）之意。
他本來是巨人赫朗格尼爾（Hrungnir）的馬，一日巨人見奧丁騎著八足天馬斯萊布尼爾（Sleipnir）進而要求與奧丁賽馬。雖然赫朗格尼爾沒贏得賽馬，但諸神依然請他喝酒，酒宴之間赫朗格尼爾酒醉而口出狂言，引來索爾（Thor）的憤怒，遂向其挑戰。到了決戰日，索爾輕鬆打死了赫朗格尼爾，當巨人倒下時卻壓住了索爾，這時剛出生三日的曼尼（Magni）輕而易舉就抬起巨人的屍體，救出父親，索爾就把這匹馬送給了兒子。